# الصبغ الأزرق الهادئ
الصبغ الأزرق الهادئ (3- كربوكسي - 8,6- ثاني فلورو -7- هيدروكسيكومارين) عبارة عن أجسام مفلّورة مستخدمة في بيولوجيا الخلية. تكمن إثارتها القصوى عند 401 نانومتر، في حين أن الحد الأقصى للانبعاثات هو 452 نانومتر. اللصف الإستشعاعي عالي جداً لهذا الصبغ، حتى في درجة حموضة بحوالي 7 درجات.
الصبغ الأزرق الهادئ هو عضو في مجموعة الأصباغ الهادئة، والتي تشمل البرتقالي الهادئ والأخضر الهادئ والأزرق الهادئ . تتمتع جميع أصباغ الإستشعاع هذه بامتصاص أقصى يتراوح بين 400 و410 نانومتر، ولكن مع أطياف مختلفة للانبعاثات: وهذا يسمح للإثارة المتزامنة مع ليزر واحد، منتجاً انبعاثًا أقصى حدوده 455 نانومتر و500 نانومتر و551 نانومتر على التوالي (ملاحظة : قد يختلف الامتصاص والانبعاثات القصوى تبعًا للشركة المصنعة).
في التدفق الخلوي، يمتص الصبغ الأزرق الهادئ (إضافةً إلى الأصباغ الهادئة الأخرى) عادةً عند 450 نانومتر، مما لايسمح بالاستخدام المتزامن مع استشعاعات أخرى والتي تشترك في أطياف الإثارة أو الانبعاثات المماثلة مثل : بي في 421 أو في 450.

## إستخدام
يستخدم للأغراض الكيميائية المناعية أوالتصبغات المستهدفة بشكل عام، يُستخدم الصبغ الأزرق الهادئ بأشكاله التفاعلية، والتي يتيح الربط بالأجسام المضادة. الأشكال التفاعلية المستخدمة هي الملح العضوي للصبغ  الأزرق الهادئ (سكسينيميديل) أو الصبغ الأزرق الهادئ سي 5 الميلاميد.